# 鎮魂歌 不夜城II
『鎮魂歌 不夜城II』(レクイエム ふやじょう2)は、1997年の馳星周の小説。前作『不夜城』にて恋人を殺して生き延びた劉健一の復讐を、裏社会で生きる二人の男の視点で描く。第51回日本推理作家協会賞長編部門受賞作。

## あらすじ
中国人マフィア同士の大抗争から2年が経過した。歌舞伎町の裏社会は香港マフィアの襲撃の痛手から立ち直った崔虎を中心にした北京マフィアと、トップ二人を同時に失いながらもNo.3の朱宏を中心にまとまった上海マフィアが縄張りを分け合う危ういバランスを保っていた。
そんな中、崔虎のもっとも信頼する部下である「四大天王」の一人、張 道明が兇手（殺し屋）の襲撃を受け部下もろとも殺害される。北京マフィアのボスである崔虎は張のアジトは「四大天王」以外には知りえないとして、裏切り者の洗い出しと下手人の捜索を元悪徳警官で現在は崔虎の使い走りをしている滝沢に命じた。滝沢はジャーナリストの遠沢に張り込みと盗聴を依頼する一方、警官時代にも尻尾をつかませなかった劉 健一から情報を得ようとする。
一方で張を殺害した郭 秋生は、通常なら仕事を終えた後はすぐに帰国するところを朱宏の愛人である楽 家麗のボディーガードに充てられたことで、雇い主の楊 偉民の真意を訝しみ始める。　暗殺以外の権謀術数に疎い秋生もまた、情報を得るために劉 健一のもとを訪れるが…。

## 登場人物
郭 秋生(グオ チウション / かく あきお)
台湾海軍の元特殊部隊員で、現在は楊偉民の下で働く職業兇手。31歳だが、端正な顔立ちで20代に見られる。幼い頃に母に連れられて日本に住むが、そこで自分を虐待していた義理の父親と姉である真紀を殺害して以降、楊偉民に世話になっていた。殺しの技術に優れるが、裏社会を渡り歩く者としては自立していない一面がある。
滝沢 誠（たきざわ まこと）
元刑事。少年時代からいじめなど不良行為を行うサディストで、刑事になってからも捜査で知りえた秘密をネタに強請り集りを働くなど不道徳な行為を行っていた。現在は崔虎の手下であり、張道明を射殺した裏切り者の捜索を依頼される。自身も同性愛の素質があるという事情で同性愛者を非常に嫌っており、そこに秋生が現れたことにより彼への変質的な執着を見せるようになる。
劉 健一（リウ ジェンイー / りゅう けんいち）
前作と同様の故買屋だが、情報屋としても名が知られている。中国人マフィアのどの勢力にも属さずに立ち回っているが、かつては手を出さなかった流氓も敬遠する「商品」の売買に手を染めており、そこで得た莫大な利益を元に秘密裏に情報網を張り巡らせて独自の勢力の頭目ともいえる力を得るに至っている。また、遠沢曰く大抗争の後から他の中国人マフィア同様の陰惨な雰囲気を放つようになったという。
楊 偉民（ヤン ウェイミン）
台湾人の裏社会の大立者。前回の抗争以降、中国人の裏社会の調整を行った。秋生に張道明の暗殺を依頼したことにはある理由があった。
周 天文（チョウ ティエンウェン）
前作の出来事以来、健一に敵意を抱いている。
楽 家麗(ロー・ジアリー / らく かれい)
上海マフィアの現頭目・朱宏の愛人。秋生がボディーガードについてからは、彼を利用しようと企む。
朱宏(ジュー ホン)
上海マフィアの現頭目。楊偉民に家麗が男につきまとわれているという理由で、郭秋生を楽家麗のボディーガードにするよう頼む。
林 宗英(リン ゾンイン)
北京人のホステスで滝沢の女。両親から虐待され、鼻が歪んだ不美人で、滝沢のSM行為を受け入れるという条件で交際をしている。
崔虎（ツイフー / さい こ）
北京マフィアのボス。前作の終盤で香港マフィアの襲撃を受け壊滅的な打撃を受けるが、四大天王と呼ばれる忠誠心の高いメンバーを中心に組織を立て直した。秋生に四大天王の張道明を殺害されたという理由で、滝沢に別の四大天王の誰かが糸を引いていると見て調査を依頼する。
蔡子明(ツァイ ズーミン)
北京マフィアのチンピラ。滝沢の通訳兼使い走り。
遠沢 賢治（とおさわ けんじ）
裏社会の事情に通じたジャーナリストだったが、ギャンブルの借金で身を持ち崩し、薬物にも手を出すようになっていた。
尾崎（おざき）
日本人の暴力団「新誠会」の幹部。滝沢に麻薬を奪われ、やがて中国マフィア同士の抗争にも関わるようになる。
張 道明(ヂャン タオミン)
北京マフィアの幹部である四大天王の一人。電脳(パソコン)に強く、日本の暴力団から仕入れていたパチンコの偽造プリペイドカードを自前で製造することに成功し莫大な利益を上げた。郭秋生の襲撃を受け殺害される。
陶 立中(タオ リージュン)
北京マフィアの幹部である四大天王の一人。マネーロンダリング担当。知的な人物で、フロント企業「陶貿易公司」の経営者。
魏 在欣(ウェイ ザイシン)
北京マフィアの幹部である四大天王の一人。薬物の密売担当。二年前に夏美の死体を処分する仕事以来、特に崔虎の信望を受けていた。
陳雄(チェン シオン)
北京マフィアの幹部である四大天王の一人。暴力抗争担当。腕っ節が強く、用心棒をしている。
鈴木 正光(すずき まさみつ)
滝沢とコンビを組んでいた悪徳警官。未だに現職で滝沢に情報を漏洩している。

## 書誌情報
- 単行本（1997年8月、角川書店）ISBN 978-4048730709
- 文庫版（2000年10月、角川文庫）ISBN 978-4043442027

| スタブアイコン | サブスタブ | この項目は、まだ閲覧者の調べものの参照としては役立たない、書籍に関連した書きかけの項目です。この項目を加筆・訂正などしてくださる協力者を求めています（P:書物/PJ:出版）。項目が文学作品の場合は{Lit-substub}を貼り付けてください。 |